# Men Without Hats
Men Without Hats é uma banda canadense de new wave formada em Montreal em 1980. Seu maior sucesso foi a música The Safety Dance de 1982.
Formado em Montreal em 1976 como Wave 21, o grupo mudou seu nome para Men Without Hats em 1977. Sua primeira produção foi o EP Folk of the 80s no início dos anos 1980 . Seu maior sucesso comercial foi a música The Safety Dance de 1982. Os álbuns de maior sucesso são Rhythm of Youth e Pop Goes the World . Na década de 1990, a música de sintetizador perdeu muita importância. A banda, portanto, gravou um álbum pesado de guitarra elétrica chamado Sideways .
O vocalista Ivan Doroschuk lançou um álbum solo , The Spell , em 1997 , antes da banda se reunir em 2003 e lançar seu primeiro EP em mais de uma década. O álbum Love in the Age of War foi lançado em 2012 com dez músicas inéditas.  A banda, recém-formada em torno do vocalista, queria seguir o Rhythm of Youth e apresentou música de sintetizador cativante e dançante no estilo dos anos 1980. Uma turnê europeia em 2013 também levou Men Without Hats à Alemanha.
Para marcar seu 40º aniversário como banda, o selo Sonic Envy e Men Without Hats anunciaram um novo álbum com 12 músicas originais e um álbum de covers para 2021. 

## Discografia

### Álbuns de estúdio
- Rhythm of Youth (1982)
- Folk of the 80's (Part III) (1984)
- Pop Goes the World (1987)
- The Adventures of Women & Men Without Hate in the 21st Century (1989)
- Sideways (1991)
- No Hats Beyond This Point (2003)
- Love in the Age of War (2012)

### EPs
- Folk of the 80's (1980)
- Freeways (1985)

### Coletâneas
- Collection (1996)
- Greatest Hats (1997)
- The Very Best of Men Without Hats (1998)
- My Hats Collection (2006)
- The Silver Collection (2008)

### Singles
| Ano  | Canção                  | GBR | CAN | EUA | Álbum                                                          |
| ---- | ----------------------- | --- | --- | --- | -------------------------------------------------------------- |
| 1983 | "I Like"                | -   | -   | 84  | Rhythm of Youth                                                |
| 1983 | "The Safety Dance"      | 6   | 11  | 3   | Rhythm of Youth                                                |
| 1983 | "I Got the Message"     | 99  | -   | -   | Rhythm of Youth                                                |
| 1983 | "Living in China"       | -   | -   | -   | Rhythm of Youth                                                |
| 1984 | "Where Do the Boys Go?" | -   | 30  | -   | Folk of the 80's (Part III)                                    |
| 1987 | "Pop Goes the World"    | -   | 2   | 20  | Pop Goes the World                                             |
| 1987 | "Moonbeam"              | -   | 23  | -   | Pop Goes the World                                             |
| 1989 | "Hey Men"               | -   | 8   | -   | The Adventures of Women & Men Without Hate in the 21st Century |
| 1989 | "In the 21st Century"   | -   | 35  | -   | The Adventures of Women & Men Without Hate in the 21st Century |
| 1991 | "Sideways"              | -   | 50  | -   | Sideways                                                       |

### Videoclipes
- "Security"
- "Antarctica"
- "Nationale 7"
- "The Safety Dance"
- "I Like"
- "Where Do the Boys Go?"
- "Pop Goes the World"
- "Moonbeam"
- "Hey Men"
- "In the 21st Century"
- "Sideways"

### DVDs
- Live Hats (2006)